# Ahilya simillima
Ahilya simillima là một loài tò vò trong họ Ichneumonidae.